# 广温性生物
广温性生物是指能適應許多温度环境的生物，广温性生物通常是內溫動物。  普通生物所能适应的温度都有一定范围，而广温性生物能適應的溫度環境比一般生物要大得多。 包括人类在內的几乎所有哺乳动物都被认为是广温性生物。 